# لويس باستيان (دراج)
لويس باستيان (بالفرنسية: Louis Bastien)‏ مواليد 1881 - وفيات 1963، هو دراج فرنسي. سبق أن شارك في دورة الألعاب الأولمبية الصيفية وفاز بميدالية أولمبية.

## الميداليات
| الميدالية | المسابقة                       |
| --------- | ------------------------------ |
| ذهبية     | الألعاب الأولمبية الصيفية 1900 |

## روابط خارجية
- لويس باستيان على موقع أرشيف الدراجات (الإنجليزية)
- لويس باستيان على موقع أوليمبيديا (الإنجليزية)